# Тозья, Натали
Натали Тозья́ (фр. Nathalie Tauziat; род. 17 октября 1967, Банги, ЦАР) — французская теннисистка. Обладательница Кубка Федерации в составе сборной Франции в 1997 году.

## Спортивная карьера
Натали Тозья родилась в Центральноафриканской Республике. Её семья перебралась во Францию, когда ей было 8 лет. Первым теннисным тренером стал журналист Ксавье д’О; с 13 лет Натали тренировалась у Режи де Камаре.
Уже в 1985 году провела свои первые матчи за сборную Франции в Кубке Федерации. Выиграла свой первый профессиональный турнир в Сан-Антонио в 1985 году (в паре с соотечественницей Изабель Демонжо, под эгидой Международной федерации тенниса (ITF). Демонжо в течение нескольких лет оставалась её основной партнёршей в парных соревнованиях; вместе они выиграли 4 турнира Женской теннисной ассоциации (WTA) в 1987—1989 годах и ещё дважды играли в финалах, а на Олимпиаде 1988 года в Сеуле дошли до четвертьфинала, где их остановили будущие чемпионки Зина Гаррисон и Пэм Шрайвер. Они снова составили пару спустя четыре года, на Олимпиаде в Барселоне, и снова дошли до четвертьфинала, на этот раз проиграв будущим вице-чемпионкам Аранче Санчес и Кончите Мартинес.
Свой первый турнир ITF в одиночном разряде Тозья выиграла в 1987 году в Лиможе, а первый турнир WTA в одиночном разряде — в Байонне (Франция) в 1990 году. В начале 1988 года она уже входит в двадцатку сильнейших теннисисток мира в одиночном разряде. В течение года она одерживает свою первую победу над теннисисткой из первой десятки, Натальей Зверевой, по пути в финал турнира в Нью-Джерси, где она проиграла (в четвёртый раз за сезон) Штеффи Граф.
В 1990 году Тозья выходит в свой первый полуфинал турнира Большого шлема на Открытом чемпионате Франции в паре с Юдит Визнер. Этот результат на открытом чемпионате Франции она позже показала ещё четыре раза. На следующий год на Открытом чемпионате Франции она доходит до четвертьфинала в одиночном разряде, где проигрывает Граф. На Олимпиаде в Барселоне в 1992 году она посеяна десятой в одиночном разряде, но проигрывает уже во втором круге.
На Олимпиаде 1996 года в Атланте Тозья выбывает из борьбы в одиночном разряде уже в первом круге. В парном разряде они с Мари Пьерс проигрывают во втором круге будущим чемпионкам, Джиджи и Мэри-Джо Фернандес.
В 1997 году, после четырёх поражений подряд в полуфинале, Тозья выигрывает со сборной Франции Кубок Федерации; в этом розыгрыше она выиграла все четыре своих матча начиная с четвертьфинала. В том же году постоянной партнёршей Тозья становится другая её соотечественница Александра Фусаи. С Фусаи они уже в первый свой сезон выигрывают два турнира, ещё четыре раза играют в финалах, а также в полуфинале Открытого чемпионата Франции, и доходят до финала итогового турнира WTA, где уступают Линдсей Дэвенпорт и Яне Новотной. В одиночном разряде Тозья выходит в четвертьфинал Уимблдона, играет в трёх финалах турниров менее высокого ранга (одна победа) и в полуфинале итогового турнира года выходит в полуфинал, победив четвёртую ракетку мира Аманду Кётцер и шестую ракетку мира Иву Майоли.
В 1998 году, в тридцать лет, Тозья впервые вошла в первую десятку рейтинга WTA в одиночном разряде после своего высшего успеха в одиночной карьере — выхода в финал Уимблдонского турнира. Тозья стала первой с 1925 года француженкой, вышедшей в финал Уимблдона. В четвертьфинале она победила вторую ракетку мира Дэвенпорт, а в финале проиграла Яне Новотной. С Фусаи они второй раз подряд выходят в финал итогового турнира года, на этот раз уступив Дэвенпорт и Зверевой. Помимо этого, они выиграли за сезон три турнира и ещё трижды играли в финале.
1999 год становится также удачным в одиночной карьере Тозья (два выигранных турнира, в том числе турнир I категории в Москве, и полуфинал итогового турнира года, где её победила будущая чемпионка Дэвенпорт). С Фусаи они выигрывают два турнира и ещё четырежды играют в финалах.
После победы в феврале 2000 года на турнире в Париже Тозья в мае того же года занимает своё высшее, третье, место в рейтинге теннисисток в одиночном разряде. К этому моменту ей было 32 с половиной года — рекордный возраст для теннисистки, впервые входящей в тройку сильнейших в Открытую эру. В этом же году она издаёт автобиографию (фр. «Les Dessous du tennis féminin»), содержащую критические отзывы о некоторых из её товарищей по сборной Франции. В результате было принято решение не включать её в состав сборной на Олимпиаде в Сиднее, которая должна была стать последней в карьере 32-летней теннисистки; федерация тенниса Франции при этом отрицала всякую связь принятого решения с публикацией автобиографии, утверждая, что отбор был произведен, основываясь на спортивной форме претенденток.
2001 год стал последним в одиночной карьере Тозья, выигравшей в этом году свой последний турнир в одиночном разряде. Она также установила рекорд Открытого чемпионата Франции, сыграв в нём в восемнадцатый раз в одиночном разряде. В этом году она достигла третьего места и в рейтинге теннисисток в парном разряде после того, как вышла в четвертьфинал Открытого чемпионата Франции, полуфинал Уимблдона и финал Открытого чемпионата США с американкой Кимберли По. В итоговом турнире года они уступили в полуфинале Каре Блэк и Елене Лиховцевой. Лиховцева стала последней партнёршей, с которой Тозья удавалось выиграть турнир WTA; это случилось двумя месяцами раньше. Ещё два турнира в этом году она выиграла с Арантой Санчес и По.
Тозья завершила спортивные выступления после Открытого чемпионата Франции 2003 года, где она, как и в других турнирах в последние полтора года, играла только в парном разряде. После этого она один раз выходила на корт на турнире ITF в Кань-сюр-Мер в возрасте 38 с половиной лет.
В 2004 году Натали Тозья была удостоена ордена Почётного легиона за свой вклад в развитие международного тенниса.

## Участие в финалах турниров Большого шлема

### Одиночный разряд (1)

#### Поражение (1)
| Год  | Турнир              | Покрытие | Соперница в финале | Счёт в финале |
| 1998 | Уимблдонский турнир | Трава    | Яна Новотна        | 4–6, 6–72     |

### Женский парный разряд (1)

#### Поражение (1)
| Год  | Турнир                 | Покрытие | Партнёр     | Соперницы в финале        | Счёт в финале |
| 2001 | Открытый чемпионат США | Хард     | Кимберли По | Лиза Реймонд Ренне Стаббс | 2–6, 7–5, 5–7 |

## Титулы WTA (33)
| Легенда              |
| -------------------- |
| Чемпионат WTA (0)    |
| Большой шлем (0)     |
| I категория (5)      |
| II категория (12)    |
| III категория (9)    |
| IV & V категория (1) |
| VS (1)               |

### Одиночный разряд (8)
| №  | Дата        | Турнир                                                       | Покрытие  | Соперница в финале | Счёт в финале |
| 1. | 24 сен 1990 | Байонна, Франция                                             | Хард (i)  | Анке Хубер         | 6–3, 7–6(8)   |
| 2. | 1 ноя 1993  | Bell Challenge, Квебек, Канада                               | Хард (i)  | Катерина Малеева   | 6–4, 6–1      |
| 3. | 19 июн 1995 | Direct Line Insurance Championships, Истборн, Великобритания | Трава     | Чанда Рубин        | 3–6, 6–0, 7–5 |
| 4. | 9 июн 1997  | DFS Classic, Бирмингем, Великобритания                       | Трава     | Йаюк Басуки        | 2–6, 6–2, 6–2 |
| 5. | 18 окт 1999 | Кубок Кремля, Москва, Россия                                 | Ковёр (i) | Барбара Шетт       | 2–6, 6–4, 6–1 |
| 6. | 1 ноя 1999  | Sparkassen Cup, Лейпциг, Германия                            | Ковёр (i) | Квета Грдличкова   | 6–1, 6–3      |
| 7. | 7 фев 2000  | Open Gaz de France, Париж                                    | Ковёр (i) | Серена Уильямс     | 7–5, 6–2      |
| 8. | 11 июн 2001 | DFS Classic (2)                                              | Трава     | Мириам Ореманс     | 6–3, 7–5      |

### Парный разряд (25)
| №   | Дата        | Турнир                                                           | Покрытие  | Партнёр               | Соперницы в финале               | Счёт в финале  |
| 1.  | 28 сен 1987 | Париж, Франция                                                   | Грунт     | Изабель Демонжо       | Сабрина Голеш Сандра Чеккини     | 1-6, 6-3, 6-3  |
| 2.  | 9 мая 1988  | Открытый чемпионат Германии, Западный Берлин                     | Грунт     | Изабель Демонжо       | Клаудиа Коде-Кильш Хелена Сукова | 6-2, 4-6, 6-4  |
| 3.  | 17 окт 1988 | European Indoors, Цюрих, Швейцария                               | Ковёр (i) | Изабель Демонжо       | Клаудиа Коде-Кильш Хелена Сукова | 6-3, 6-3       |
| 4.  | 1 мая 1989  | Гамбург, ФРГ                                                     | Грунт     | Изабель Демонжо       | Яна Новотна Хелена Сукова        | без игры       |
| 5.  | 22 окт 1990 | Брайтон, Великобритания                                          | Ковёр     | Хелена Сукова         | Джо Дьюри Наталья Зверева        | 6-1, 6-4       |
| 6.  | 23 сен 1991 | Байонна, Франция                                                 | Ковёр (i) | Патриция Тарабини     | Рейчел Мак-Квиллан Катрин Танвье | 6-3 отказ      |
| 7.  | 11 янв 1993 | Мельбурн, Австралия                                              | Хард      | Николь Провис         | Камми Макгрегор Шон Стаффорд     | 1-6, 6-3, 6-3  |
| 8.  | 8 авг 1994  | VS of Los Angeles, США                                           | Хард      | Жюли Алар             | Яна Новотна Лиза Реймонд         | 6-1, 0-6, 6-1  |
| 9.  | 31 окт 1994 | Bell Challenge, Квебек, Канада                                   | Ковёр (i) | Элна Рейнах           | Чанда Рубин Линда Уайлд          | 6-4, 6-3       |
| 10. | 22 фев 1995 | EA-Generali Open, Линц, Австрия                                  | Ковёр (i) | Мередит Макграт       | Ива Майоли Петра Шварц           | 6-1, 6-2       |
| 11. | 30 сен 1996 | Лейпциг, Германия                                                | Ковёр (i) | Кристи Богерт         | Сабин Аппельманс Мириам Ореманс  | 6-4, 6-4       |
| 12. | 21 окт 1996 | SEAT Open, Люксембург                                            | Ковёр (i) | Кристи Богерт         | Доминик Монами Барбара Риттнер   | 2-6, 6-4, 6-2  |
| 13. | 3 фев 1997  | EA-Generali Austrian Open, Линц (2)                              | Ковёр (i) | Александра Фусаи      | Гелена Вилдова Ева Мелихарова    | 4-6, 6-3, 6-1  |
| 14. | 3 ноя 1997  | Чикаго, США                                                      | Ковёр (i) | Александра Фусаи      | Линдсей Дэвенпорт Моника Селеш   | 6-3, 6-2       |
| 15. | 23 фев 1998 | EA-Generali Austrian Open, Линц (3)                              | Ковёр (i) | Александра Фусаи      | Анна Курникова Лариса Нейланд    | 6-3, 3-6, 6-4  |
| 16. | 18 мая 1998 | Internationaux de Strasbourg, Франция                            | Грунт     | Александра Фусаи      | Йаюк Басуки Каролин Вис          | 6-4, 6-3       |
| 17. | 22 авг 1998 | Pilot Pen Tennis, Нью-Хейвен, США                                | Хард      | Александра Фусаи      | Мариан де Свардт Яна Новотна     | 6-1, 6-0       |
| 18. | 8 фев 1999  | Nokia Cup, Простеёв, Чехия                                       | Ковёр (i) | Александра Фусаи      | Гелена Вилдова Квета Грдличкова  | 3-6, 6-2, 6-1  |
| 19. | 10 мая 1999 | Открытый чемпионат Германии, Берлин (2)                          | Грунт     | Александра Фусэ       | Яна Новотна Патриция Тарабини    | 6-3, 7-5       |
| 20. | 19 июн 2000 | Direct Line International Championships, Истборн, Великобритания | Трава     | Ай Сугияма            | Лиза Реймонд Ренне Стаббс        | 2-6, 6-3, 7-63 |
| 21. | 14 авг 2000 | du Maurier Open, Монреаль, Канада                                | Хард      | Мартина Хингис        | Жюли Алар-Декюжи Ай Сугияма      | 6-3, 3-6, 6-4  |
| 22. | 25 сен 2000 | SEAT Open, Люксембург (2)                                        | Ковёр (i) | Александра Фусаи      | Любомира Бачева Кристина Торренс | 6-3, 7-60      |
| 23. | 19 мар 2001 | Ericsson Open, Майами, США                                       | Хард      | Аранча Санчес Викарио | Лиза Реймонд Ренне Стаббс        | 6-0, 6-4       |
| 24. | 6 авг 2001  | estyle.com Classic, Лос-Анджелес (2)                             | Хард      | Кимберли По           | Николь Арендт Каролин Вис        | 6-3, 7-5       |
| 25. | 24 сен 2001 | Sparkassen Cup, Лейпциг, Германия (2)                            | Ковёр (i) | Елена Лиховцева       | Квета Грдличкова Барбара Риттнер | 6-4, 6-2       |

## Статистика участия в турнирах

### Одиночный разряд
| Турнир                       | 1984 | 1985 | 1986 | 1987 | 1988 | 1989 | 1990 | 1991 | 1992 | 1993 | 1994 | 1995 | 1996 | 1997 | 1998 | 1999 | 2000 | 2001 | Итог   | В/П за карьеру |
| ---------------------------- | ---- | ---- | ---- | ---- | ---- | ---- | ---- | ---- | ---- | ---- | ---- | ---- | ---- | ---- | ---- | ---- | ---- | ---- | ------ | -------------- |
| Открытый чемпионат Австралии | A    | A    | A    | A    | A    | A    | A    | A    | A    | 4R   | 1R   | A    | A    | A    | A    | A    | 2R   | A    | 0 / 3  | 4-3            |
| Открытый чемпионат Франции   | 1R   | 3R   | 2R   | 4R   | 4R   | 1R   | 4R   | 1/4  | 4R   | 3R   | 2R   | 3R   | 2R   | 3R   | 1R   | 2R   | 3R   | 1R   | 0 / 18 | 30-18          |
| Уимблдонский турнир          | A    | A    | 2R   | 2R   | 2R   | 1R   | 4R   | 4R   | 1/4  | 4R   | 3R   | 3R   | 3R   | 1/4  | Ф    | 1/4  | 1R   | 1/4  | 0 / 16 | 40-16          |
| Открытый чемпионат США       | A    | A    | 1R   | 2R   | 2R   | 3R   | 4R   | 1R   | 2R   | 4R   | 2R   | 3R   | 2R   | 1R   | 4R   | 3R   | 1/4  | 4R   | 0 / 16 | 27-16          |
| WTA Tour Championships       | A    | A    | A    | A    | A    | A    | 1R   | 1R   | 1R   | 1R   | A    | A    | A    | 1/2  | 1/4  | 1/2  | 1/4  | 1R   | 0 / 9  | 6-9            |

### Парный разряд
| Турнир                       | 1985 | 1986 | 1987 | 1988 | 1989 | 1990 | 1991 | 1992 | 1993 | 1994 | 1995 | 1996 | 1997 | 1998 | 1999 | 2000 | 2001 | 2002 | 2003 | Итог   | В/П за карьеру |
| ---------------------------- | ---- | ---- | ---- | ---- | ---- | ---- | ---- | ---- | ---- | ---- | ---- | ---- | ---- | ---- | ---- | ---- | ---- | ---- | ---- | ------ | -------------- |
| Открытый чемпионат Австралии | A    | A    | A    | A    | A    | A    | A    | A    | 3R   | 2R   | A    | A    | A    | A    | A    | 2R   | A    | A    | A    | 0 / 3  | 4-3            |
| Открытый чемпионат Франции   | 1R   | 3R   | 1/4  | 3R   | 3R   | 1/2  | 3R   | 1/4  | 1/4  | 1/2  | 1/4  | 3R   | 1/2  | 1/4  | 1/2  | 1/2  | 1/4  | 2R   | 1R   | 0 / 19 | 49-19          |
| Уимблдонский турнир          | 3R   | 1R   | 2R   | 3R   | 1R   | 3R   | 3R   | 3R   | 2R   | 3R   | 3R   | 2R   | 3R   | 2R   | 2R   | 2R   | 1/2  | 1/4  | A    | 0 / 18 | 29-18          |
| Открытый чемпионат США       | 2R   | 1R   | 1R   | 1R   | 3R   | 2R   | 3R   | 3R   | 2R   | 1R   | 1/4  | 1R   | 1/4  | 2R   | 3R   | 3R   | Ф    | A    | A    | 0 / 17 | 25-17          |
| WTA Tour Championships       | A    | A    | A    | A    | A    | A    | A    | A    | A    | 1R   | 1R   | A    | Ф    | Ф    | A    | 1R   | 1/2  | A    | A    | 0 / 6  | 5-6            |